# Urani (metge)
Urani (en llatí Uranius, en grec Οὐράνιος) fou un metge sirià que va exercir a Constantinoble a la meitat del segle vi.
Pretenia ser, a més de metge, un agut i subtil filòsof; va anar a Pèrsia on va obtenir el favor del rei Còsroes I, sobre el que va tenir també una certa influència. Agàties en parla en termes desfavorables i diu que li agradava discutir, comprant-lo amb Tersites.